# موش کور کوچک ژاپنی
موش کور کوچک ژاپنی (نام علمی: Mogera imaizumii) نام یک گونه از سرده موش کورهای ژاپنی است.